# Saucisse de Toulouse
La saucisse de Toulouse est une préparation originaire du sud-ouest de la France.

## Aspect
La saucisse de Toulouse a une chair de couleur rose, elle mesure de 26 à 28 mm de diamètre et se présente soit en portions de 12 à 15 cm de long soit sous forme de brasse, sans coupe du boyau.

## Composition
La dénomination « saucisse de Toulouse » n'étant pas définie légalement, sa composition varie.
Elle se compose de gras et de maigre de porc, de sel et de poivre, et de divers additifs (conservateurs, colorants, antioxydants, etc.) variables selon les producteurs et les labels revendiqués.
La saucisse de Toulouse Label Rouge comprend : 
- Viande et gras de porc crus (80 % de maigre au minimum) : jambon sans jarret, épaule sans jarret, longe, poitrine, gras de bardière
- Boyau naturel : menu de porc ou de mouton
- Additifs et ingrédients (en pourcentage de la viande mise en œuvre) :
  - sel, dose d’emploi comprise entre 1,5 % et 1,8 %,
  - eau, glace, en quantité telle que les critères analytiques soient respectés,
  - sucres à dose maximale d’emploi de 1 % au total : saccharose, dextrose, glucose, lactose,
  - aromates, épices et vins, à dose maximale d’emploi de 0,7 % au total,
  - acide ascorbique (E300), ascorbate de sodium (E301), acide érythorbique (E315), érythorbate de sodium (E316).
- L’emploi de fumée liquide est interdit.

## Préparation
Les maigres d'épaule et de poitrine sont hachés ensemble avant d'être mélangés avec les condiments. L'embossage est réalisé avec des menus de porc.

## Conservation
Elle peut se garder au frais pendant une semaine. Néanmoins elle reste meilleure fraîche. On peut aussi la faire sécher pour la conserver ensuite plusieurs mois.

## Anecdotes
- La saucisse de Toulouse « crue mais tiède » est l'un des ingrédients du gloubi-boulga, la nourriture préférée de Casimir.

- Elle garnit de manière traditionnelle le cassoulet de Castelnaudary.